# Þorsteinn
Þorsteinn ist ein isländischer und altnordischer männlicher Vorname.

## Herkunft und Bedeutung
Þorsteinn setzt sich zusammen aus Þor „Donner“ und steinn „Stein“.
Der Name ist eine altnordische Variante und moderne isländische Form des Namens Þórstæinn und gehörte 2011 zu den 30 beliebtesten Namen in Island.

## Varianten
- Þórsteinn
- Thorstein
- Torstein
- Thorsten (s. dort weitere Varianten sowie ihre Namensträger)

## Namensträger
- Þorsteinn Bachmann (* 1965), isländischer Schauspieler
- Þorsteinn Bjarnason (* 1957), isländischer Fußballspieler
- Thorsteinn Einarsson, österreichisch-isländischer Musiker
- Þorsteinn Erlingsson (1858–1914), isländischer Schriftsteller
- Þorsteinn Gylfason (1942–2005), isländischer Philosoph und Künstler
- Þorsteinn Páll Hængsson (* 1964), isländischer Badmintonspieler
- Thorstein Elias Hjaltelin (1771–1817), isländischer Miniaturen- und Landschaftsmaler bei der Stobwasserschen Lackwarenmanufaktur
- Þorsteinn Jónsson, eigentlicher Name von Þórir Bergsson (1885–1970), isländischer Schriftsteller
- Þorsteinn Jónsson, eigentlicher Name von Þorsteinn frá Hamri (* 1938), isländischer Schriftsteller
- Þorsteinn Jónsson (Regisseur) (* 1946), isländischer Regisseur
- Þorsteinn M. Jónsson (* 1963), isländischer Ökonom
- Þorsteinn Pálsson (* 1947), isländischer Politiker
- Þorsteinn Valdimarsson (1918–1977), isländischer Dichter
- Þorsteinn Jens Vilhjálmsson (bekannt als Þorsteinn J.), isländischer Moderator und Filmemacher

Zwischenname
- Hannes Þorsteinn Sigurðsson (* 1983), isländischer Fußballspieler

sowie
- Einar Thorsteinn (1942–2015), isländischer Architekt

## Literarische Figuren
- Hauptfigur der Erzählung Þorsteins þáttr sögufróða